# Myrmelachista ambigua
Myrmelachista ambigua är en myrart som beskrevs av Auguste-Henri Forel 1893. Myrmelachista ambigua ingår i släktet Myrmelachista och familjen myror. Inga underarter finns listade i Catalogue of Life.